# Plagiobothrys glomeratus
Plagiobothrys glomeratus är en strävbladig växtart som beskrevs av Asa Gray. Plagiobothrys glomeratus ingår i släktet tiggarstavar, och familjen strävbladiga växter. Inga underarter finns listade i Catalogue of Life.